# San Lorenzo Vista Hermosa
San Lorenzo Vista Hermosa är en ort i Mexiko.   Den ligger i kommunen San Miguel Amatitlán och delstaten Oaxaca, i den sydöstra delen av landet, 200 km sydost om huvudstaden Mexico City. San Lorenzo Vista Hermosa ligger 1 538 meter över havet och antalet invånare är 1 367.
Terrängen runt San Lorenzo Vista Hermosa är kuperad. Runt San Lorenzo Vista Hermosa är det ganska glesbefolkat, med 28 invånare per kvadratkilometer. Närmaste större samhälle är Mariscala de Juárez, 13,4 km sydväst om San Lorenzo Vista Hermosa. I omgivningarna runt San Lorenzo Vista Hermosa växer huvudsakligen savannskog.